# Allée funéraire de Chanteloube
L'Allée funéraire de Chanteloube est le nom donné à une construction mégalithique située sur la commune de Sainte-Colombe-en-Bruilhois dans le département français de Lot-et-Garonne.

## Historique
Le monument n'a été signalé qu'au début des années 1990 par J. Roussot-Larroque.

## Description
L'allée funéraire s'étire sur 10,70 m de long pour une largeur qui oscille entre 0,50 m et 1 m. Elle a été édifiée selon une orientation sud-ouest/nord-est. Elle est délimitée latéralement par cinq orthostates côté gauche et sept orthostates côté droit. Le chevet est constitué d'une grosse dalle dressée. La partie arrière de la construction sur environ 6 m de long est plus haute (de 0,30 m à 0,40 m) et plus étroite que la partie avant. 
Les restes du tumulus sont encore visibles.